# Croviana
Croviana és un municipi italià, dins de la província de Trento. L'any 2007 tenia 661 habitants. Limita amb els municipis de Cles, Malè i Monclassico.

## Administració
| Període | Identitat      | Partit        |
| ------- | -------------- | ------------- |
| 2005-   | Flavio Sartori | Llista cívica |